# Le Sourire (film, 1994)
Pour les articles homonymes, voir Sourire (homonymie).
Pour plus de détails, voir Fiche technique et Distribution.
Le Sourire est un drame érotique français, réalisé par Claude Miller et sorti en 1994.

## Synopsis
Après avoir appris qu'une autre attaque cardiaque pourrait lui être fatale, Pierre-François Le Clainche, un psychiatre âgé, est attiré par Odile, une jeune femme très sensuelle. Odile souffre elle-même d'un mal mystérieux qui lui provoque des saignements de nez. Odile, plus tard, utilise leur relation pour satisfaire un fantasme exhibitionniste en dansant nue dans un spectacle de foire.

## Fiche technique
- Titre : Le Sourire
- Réalisation et scénario : Claude Miller
- Coproducteurs : Jean-José Richer et Claude Miller
- Producteurs : Jean-Louis Livi, Annie Miller et Chris Sheridan
- Musique : Pierre Boscheron, Vincent Glenn et Antoine Ouvrier
- Photographie : Guillaume Schiffman
- Montage : Anne Lafarge
- Casting : Amélie Bérard et Shérif Scouri
- Concepteurs des décors : Jean-Pierre Kohut-Svelko
- Directeur de production : Daniel Chevalier
- Décors : Pierre Gompertz
- Costumes : Jacqueline Bouchard
- Société de production : Film Par Film - Les Films de la Boissière - TF1 Films Production
- Société de distribution : A.M.L.F.
- Pays d'origine :  France
- Langue : français
- Formats : 1,85 : 1 | couleur | 35 mm
- Son : Dolby Stereo - Gérard Lamps - Paul Lainé
- Genre : drame érotique
- Durée : 85 minutes
- Date de sortie : 17 août 1994 ( France)

## Distribution
- Jean-Pierre Marielle : Pierre-François Le Clainche
- Richard Bohringer : Jean-Jean
- Emmanuelle Seigner : Odile
- Chantal Banlier : Loulou
- Bernard Verley : ma tante
- Mathilde Seigner : Tuttut
- Nathalie Cardone : Brigitte
- Nadia Barentin : Gaby
- Maïté Nahyr : Mado
- Christine Pascal, Chantal
- Didier Bénureau : veste rouge
- Jean-Paul Bonnaire : Yougo
- Noëlla Dussart : Chipper
- Catherine Mongodin : Wagon
- Jeanne Savary : Cisca
- Claude Miller : caméo à la 4e minute, un passant à la fête foraine (non crédité)

## Production
Sauf indication contraire ou complémentaire, les informations mentionnées dans cette section proviennent du générique de fin de l'œuvre audiovisuelle présentée ici.

### Lieux de l'action
- Nouvelle-Aquitaine
  - Charente-Maritime
    - Ronce-les-Bains

  - Gironde
    - Arcachon

### Lieux de tournage
- Île-de-France
  - Essonne
    - Studios d'Arpajon

  - Seine-et-Marne
    - Île de loisirs de Jablines-Annet
- Nouvelle-Aquitaine
  - Charente-Maritime
    - Ronce-les-Bains

  - Gironde
    - Arcachon
    - Saint-Martin de Sescas
- Occitanie
  - Gers
    - Château de Larroque - Gimont
    - Domaine de Besmaux - Pavie

### Musique
- Jump for Joy - Duke Ellington & Peggy Lee
- Osez Joséphine - Alain Bashung
- Quatuor en ut majeur op. 20 - Joseph Haydn
- Moment musical en la bémol majeur D780 - Franz Schubert
- Menuet en ut dièse mineur D600 - Franz Schubert

## Autour du film
- Hasard ou clin d'œil du réalisateur, l'enseigne du stand que tient Richard Bohringer à la fête foraine s'appelle « Roule Roule ». Ce nom a été utilisé dans L'Effrontée pour un des nightclubs visibles dans le film (14e minute).
- Le poème promptement récité dans le film par Jean-Paul Bonnaire à la 35e minute est Green de Paul Verlaine.
- Il n'y a pas de gare à Ronce-les-Bains, cité balnéaire face à l'île d'Oléron dans la commune de La Tremblade (Charente-Maritime).
- La voiture de Jean-Jean est une Cadillac Eldorado.